# Figaro (film, 1929)
Pour les articles homonymes, voir Figaro (homonymie).
Figaro est un film muet français réalisé par Tony Lekain et Gaston Ravel, sorti en 1929.

## Fiche technique
- Titre : Figaro
- Réalisation : Tony Lekain et Gaston Ravel, assisté d'Henri Lepage et Solange Térac
- Scénario : Tony Lekain et Gaston Ravel, d'après les pièces de Beaumarchais
- Photographie : Albert Duverger
- Cadreur : Émile Pierre
- Costumes : Georges K. Benda
- Décors : Juliette Billard
- Production : Franco Film
- Pays d'origine :  France
- Genre : Comédie
- Durée : 120 minutes
- Date de sortie :
  -  France : 20 décembre 1929

## Distribution
- Edmond Van Duren : Figaro
- Arlette Marchal : Rosine
- Odette Talazac : Marceline
- Génica Missirio : Bogaerts
- Marie Bell : Suzanne
- Jean Weber : Chérubin
- Tony D'Algy : le comte Almaviva
- José Davert : Basile
- Léon Belières : le docteur Bartholo
- Roland Caillaux : Grippe-Soleil